# Exocentrus parassamensis
Exocentrus parassamensis là một loài bọ cánh cứng trong họ Cerambycidae.